# تقديرات نيلسن

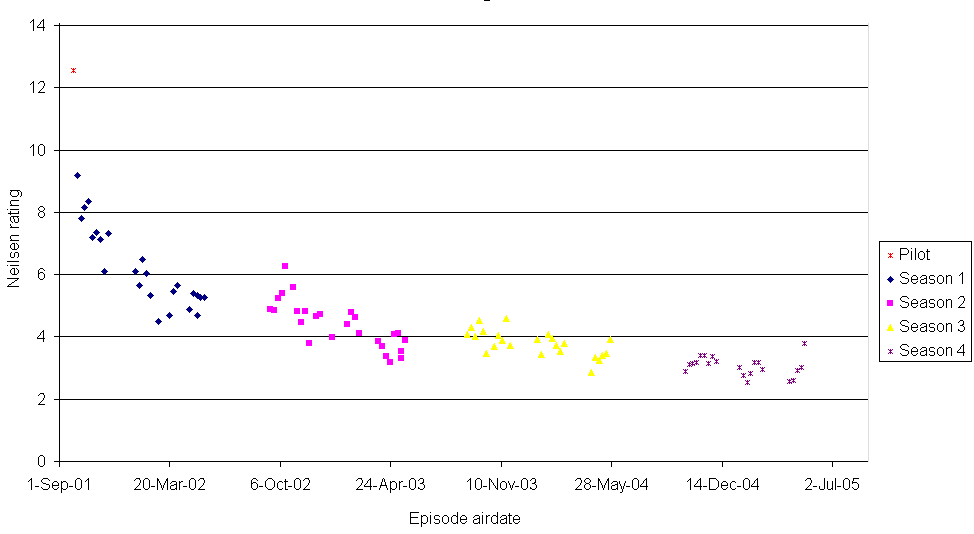

تقديرات نيلسن هي أنظمة لقياس نسبة جمهور المشاهدين والمستمعين ،وضعتها مؤسسة نيلسن ميديا ريسيرش، في محاولة لتحديد حجم وتكوين جمهور برنامج من البرامج التلفزيونية في الولايات المتحدة. تأسست مؤسسة نيلسن ميديا ريسيرش علي يد آرثر نيلسن الذي عمل كمحلل للسوق في العشرينيات من القرن العشرين في تحليل الإعلانات التجارية وتوسع بعد ذلك إلى تحليل السوق الإذاعي خلال الثلاثينات، وليصل في ذروتها إلى تقييم البرامج الإذاعية، والتي هدف من خلالها لتوفير إحصائيات عن أسواق البرامج الإذاعية. في عام 1950، انتقل نيلسن إلى سوق التلفزيون، وقام باستخدام الأساليب التي قام بتطويرها لسوق البرامج الإذاعية من خلال شركته
. وقد أصبح هذا الأسلوب منذ ذلك الحين المصدر الرئيسي لمعلومات قياس الجمهور في صناعة التلفزيون في جميع أنحاء العالم.